# Markus Deibler
Markus Deibler (Biberach an der Riß, 28 januari 1990) is een Duitse zwemmer. Hij vertegenwoordigde zijn vaderland op de Olympische Zomerspelen 2008 in Peking. Zijn oudere broer Steffen is eveneens zwemmer.

## Carrière
Bij zijn internationale debuut, op de Europese kampioenschappen kortebaanzwemmen 2007 in Debrecen, werd Deibler uitgeschakeld in de halve finales van de 100 meter wisselslag en in de series van de 200 meter wisselslag. Samen met Thomas Rupprath, Johannes Dietrich en Steffen Deibler veroverde hij de Europese titel op de 4x50 meter wisselslag. Op de 4x50 meter vrije slag zwom hij samen met Steffen Deibler, Stefan Herbst en Johannes Dietrich in de series, in de finale werd hij vervangen door Thomas Rupprath die samen met de andere drie het brons in de wacht sleepte. Voor zijn aandeel in de series ontving Deibler eveneens de bronzen medaille.
Op de wereldkampioenschappen kortebaanzwemmen 2008 in Manchester strandde de Duitser in de series van zowel de 50 meter vrije slag als de 200 meter wisselslag. Tijdens de Olympische Zomerspelen van 2008 in Peking werd Deibler uitgeschakeld in de series van de 200 meter wisselslag. In Rijeka nam de Duitser deel aan de Europese kampioenschappen kortebaanzwemmen 2008. Op dit toernooi strandde hij in de halve finales van de 100 meter wisselslag en in de series van zowel de 200 meter vrije slag als de 200 meter wisselslag.
Op de Europese kampioenschappen zwemmen 2010 in Boedapest eindigde Deibler als achtste op de 200 meter wisselslag, op de 100 meter vrije slag werd hij uitgeschakeld in de halve finales. Samen met Steffen Deibler, Stefan Herbst en Paul Biedermann eindigde hij als vijfde op de 4x100 meter vrije slag, op de 4x100 meter wisselslag werd hij samen met Stefan Herbst, Hendrik Feldwehr en Steffen Deibler gediskwalificeerd in de finale. Tijdens de Europese kampioenschappen kortebaanzwemmen 2010 in Eindhoven veroverde de Duitser de Europese titel op zowel de 100 als de 200 meter wisselslag. Samen met Stefan Herbst, Hendrik Feldwehr en Steffen Deibler sleepte hij de Europese titel in de wacht op de 4x50 meter wisselslag, op de 4x50 meter vrije slag legde hij samen met Steffen Deibler, Stefan Herbst en Christoph Fildebrandt beslag op de zilveren medaille. In Dubai nam Deibler deel aan de wereldkampioenschappen kortebaanzwemmen 2010. Op dit toernooi veroverde hij de zilveren medaille op de 100 meter wisselslag, samen met Paul Biedermann, Stefan Herbst en Benjamin Starke eindigde hij als vierde op de 4x200 meter vrije slag.
Op de wereldkampioenschappen zwemmen 2011 in Shanghai strandde de Duitser in de series van de 200 meter wisselslag, op de 4x100 meter vrije slag eindigde hij samen met Benjamin Starke, Christoph Fildebrandt en Marco di Carli op de zevende plaats. Samen met Helge Meeuw, Hendrik Feldwehr en Benjamin Starke zwom hij in de series van de 4x100 meter wisselslag, in de finale sleepten Meeuw, Feldwehr en Starke samen met Paul Biedermann de bronzen medaille in de wacht. Voor zijn inspanningen in de series ontving Deibler eveneens de bronzen medaille. Tijdens de Europese kampioenschappen kortebaanzwemmen 2011 in Szczecin behaalde Deibler de zilveren medaille op de 100 meter wisselslag, op de 400 meter vrije slag werd hij uitgeschakeld in de series. Op de 4x50 meter vrije slag eindigde hij samen met Stefan Herbst, Tom Siara en Steffen Deibler op de vierde plaats.
In Debrecen nam de Duitser deel aan de Europese kampioenschappen zwemmen 2012. Op dit toernooi strandde hij in de series van de 200 meter wisselslag, samen met Christoph Fildebrandt, Dimitri Colupaev en Marco di Carli eindigde hij als vijfde op de 4x100 meter vrije slag. Op de Olympische Zomerspelen van 2012 in Londen eindigde Deibler als achtste op de 200 meter wisselslag. Op de 4x100 meter vrije slag eindigde hij samen met Benjamin Starke, Christoph Fildebrandt en Marco di Carli op de zesde plaats, samen met Helge Meeuw, Christian vom Lehn en Steffen Deibler eindigde hij als zesde op de 4x100 meter wisselslag.

## Internationale toernooien
| Jaar | Olympische Spelen                                            | WK langebaan                                                                                  | WK kortebaan                           | EK langebaan                                                                     | EK kortebaan                                                                                                   |
| ---- | ------------------------------------------------------------ | --------------------------------------------------------------------------------------------- | -------------------------------------- | -------------------------------------------------------------------------------- | --- |
| 2007 |                                                              | geen deelname                                                                                 |                                        |                                                                                  | 12e 100m wisselslag · 16e 200m wisselslag · 4x50m vrije slag · Deibler zwom enkel de series · 4x50m wisselslag |
| 2008 | 40e 200m wisselslag                                          |                                                                                               | 34e 50m vrije slag 10e 200m wisselslag | geen deelname                                                                    | 56e 200m vrije slag 13e 100m wisselslag 16e 200m wisselslag                                                    |
| 2009 |                                                              | geen deelname                                                                                 |                                        |                                                                                  | geen deelname                                                                                                  |
| 2010 |                                                              |                                                                                               | 100m wisselslag · 4e 4x200m vrije slag | 11e 100m vrije slag 8e 200m wisselslag 5e 4x100m vrije slag DQ 4x100m wisselslag | 100m wisselslag · 200m wisselslag · 4x50m vrije slag · 4x50m wisselslag                                        |
| 2011 |                                                              | 22e 200m wisselslag · 7e 4x100m vrije slag · 4x100m wisselslag · Deibler zwom enkel de series |                                        |                                                                                  | 40e 400m vrije slag · 100m wisselslag · 4e 4x50m vrije slag                                                    |
| 2012 | 8e 200m wisselslag 6e 4x100m vrije slag 6e 4x100m wisselslag |                                                                                               | geen deelname                          | 19e 200m wisselslag 5e 4x100m vrije slag                                         | geen deelname                                                                                                  |

## Persoonlijke records
Bijgewerkt tot en met 27 april 2013
Kortebaan
| Afstand         | Tijd    | Datum            | Plaats    |
| --------------- | ------- | ---------------- | --------- |
| 50m vrije slag  | 21,91   | 14 november 2010 | Wuppertal |
| 100m vrije slag | 47,11   | 13 november 2010 | Wuppertal |
| 200m vrije slag | 1.43,77 | 12 november 2010 | Wuppertal |
| 100m wisselslag | 51,69   | 19 december 2010 | Dubai     |
| 200m wisselslag | 1.53,25 | 25 november 2010 | Eindhoven |

Langebaan
| Afstand         | Tijd    | Datum         | Plaats  |
| --------------- | ------- | ------------- | ------- |
| 50m vrije slag  | 23,32   | 5 maart 2011  | Halle   |
| 100m vrije slag | 48,79   | 27 april 2013 | Berlijn |
| 200m vrije slag | 1.48,66 | 5 juni 2011   | Berlijn |
| 200m wisselslag | 1.57,82 | 12 mei 2012   | Berlijn |